# Zagrepčanka
La Zagrepčanka es un edificio empresarial con sede en Zagreb, Croacia. La dirección es Savska 41, en la intersección de la carretera de Savska y la Avenida Vukovar. Zagrepčanka está clasificado primero por la altura (primera cuando se incluye la antena) en Croacia. Alcanza 94,6 metros (310 pies) de altura, y tiene 27 niveles. Hay un mástil de radio en el techo, lo que aumenta la altura de la torre a 109 metros (363 pies). Hay dos niveles subterráneos, utilizados para estacionamientos. Es servido por seis ascensores. El edificio es una parte del complejo, que incluye 3 niveles, una instalación de arte, y una fuente.